# Kasr al-Abyad
Kasr al-Abyad (o Khirbat al-Bayda) és una construcció del desert de Síria a una 100 km al sud-est de Damasc. És de forma quadrada amb parets d'uns 60 metres i a cada angle una torre rodona. Té aparença d'un palau omeia però li manquen els elements essencials com el peristil, les voltes i la decoració amb estuc. Se suposa que fou una construcció d'un senyor àrab vassall dels romans d'Orient, del segle v o més probablement el VI.